# تشارلز الكسندر (لاعب كرة قدم أمريكية أمريكي)
تشارلز الكسندر (بالإنجليزية: Charles Alexander)‏ هو لاعب كرة قدم أمريكية أمريكي، ولد في 28 يوليو 1957 في غالفستون في الولايات المتحدة.

## وصلات خارجية
- تشارلز الكسندر على موقع مرجع كرة القدم المحترفة.كوم (الإنجليزية)
- تشارلز الكسندر على موقع كلية كرة القدم في سبورتس رفرنس.كوم (الإنجليزية)
- تشارلز الكسندر على موقع قاعة لويزيانا للمشاهير الرياضية (الإنجليزية)